# Борисов, Григорий Макарович
Григорий Макарович Борисов (1912; Российская империя, РСФСР, СССР, деревня Карпова, Пермский уезд, Пермская губерния — 1985; Чёрмоз, Ильинский район, Пермский край) — моторист электропилы Чёрмозского леспромхоза Пермской области (лесничий). Ветеран лесной промышленности Прикамья. Ветеран Великой Отечественной войны. Герой Социалистического Труда.

## Биография
Григорий родился в 1912 году в деревне Карпова Пермского уезда, Пермской губернии, на территории современного Пермского края, в крестьянской семье. По национальности — Русский. Образование начальное.
С молодых стал трудился на лесозаготовках. Был одним из первых стахановцев в 1930-х годах.
Участник Великой Отечественной войны. Был тяжело ранен в руку. После госпиталя демобилизован по инвалидности.
По возвращении домой не захотел оставаться на положении инвалида и сумел разработать раненую руку. Вернулся в рабочий строй. Трудился на Онинском лесопункте Чёрмозского леспромхоза. Вначале заготовка леса велась топором и двуручной пилой. Шли годы, в лесную промышленность стала поступать современная техника. Освоил работу электропилой.
Ушёл из жизни в 1985 году и похоронен в городе Чёрмоз.

## Личная жизнь
Был женат. Вместе с женой, награжденной медалью Мать-героиня, они вырастили 11 детей.

## Награды и звания
- Герой Социалистического Труда (05.10.1957)
- Орден Ленина (05.10.1957)
- Медаль «Серп и Молот» (05.10.1957)
- Орден Трудового Красного Знамени (22.07.1953)
- Орден Отечественной войны II степени
- Также другие медали

## Издательство
- За скупыми строками — жизнь / Совет ветеранов Чермозского городского поселения // Знамя. — 2015. — № 87. — С. 3.